# Stato di Milano
Lo Stato di Milano (anche menzionato nelle fonti spagnole come Milanesado o Estado de Milán) fu un antico stato italiano esistito tra il XVI e il XVIII secolo, sottoposto all'Impero spagnolo.

## Storia
Nella prima metà del Cinquecento l'Italia fu oggetto dei contrastanti desideri di conquista del Re di Francia Francesco I e dell'Imperatore Carlo V. Entrambi reclamavano il ducato di Milano, una delle più ricche regioni nella penisola e posto in posizione strategica. Carlo V, rivendicando il ducato come feudo imperiale all'estinzione degli Sforza, ne ottenne il controllo e vi installò il figlio Filippo con diploma imperiale firmato a Bruxelles l'11 ottobre 1540 (reso pubblico nel 1554). Il possesso del ducato da parte di Filippo fu finalmente riconosciuto dal re Enrico II di Francia nel 1559, con la Pace di Cateau-Cambrésis.
Milano divenne con San Carlo e Federico Borromeo uno fra i principali centri della Controriforma in Italia.
Al fine di finanziare le attività militari di Filippo IV, nel 1647 il governatore Bernardino Fernandez de Velasco decise, tra l'altro, di concedere in feudo intere porzioni di territorio, che vennero messe all'asta e assegnate al miglior offerente (talvolta, unitamente al titolo di marchese o conte). Agli abitanti venne concessa la possibilità di riscattare le terre infeudate, dietro pagamento di una somma pari a 40 lire per fuoco.
Il ducato di Milano rimase soggetto agli Asburgo di Spagna sino all'inizio del XVIII secolo, quando, alla morte di Carlo II di Spagna, si aprì la guerra di successione spagnola. Gli Asburgo d'Austria vennero riconosciuti quali nuovi sovrani dello Stato di Milano, in virtù dei trattati di Utrecht (1713), Baden (1714), e Vienna (1725). Il trattato di Aquisgrana del 1748 pose fine al periodo di conflitti che aveva interessato lo Stato di Milano nella prima metà del XVIII secolo, confermando l'Austria quale sua potenza controllante. Lo Stato di Milano vedeva ridefiniti i suoi confini, con l'aggiunta del ducato di Mantova, a fronte tuttavia della perdita di vari territori a vantaggio dello Stato sabaudo. La dominazione austriaca avrebbe ispirato inoltre una serie di vaste riforme amministrative ed istituzionali, segnando una cesura tra la vecchia compagine dello Stato di Milano e la Lombardia austriaca.

## Giudizio storiografico
La valutazione del «periodo spagnolo» è molto controversa. Indubitabile appare la decadenza economica che colpì il ducato, in particolare dall'inizio del XVII secolo. Molto influente per la percezione negativa di questo periodo fu il romanzo ottocentesco I promessi sposi, scritto da Alessandro Manzoni.
La trascuratezza nello studio della storia milanese relativamente a questo periodo trova la sua origine nel giudizio della storiografia risorgimentale sul controllo spagnolo sulla penisola italiana. L'antispagnolismo trova la sua prima espressione nella penisola italiana durante il XV secolo. Durante il XVII secolo l'idea del declino della Spagna divenne un elemento comunemente accettato nel contesto europeo, trovando eco anche presso gli intellettuali italiani. Agli inizi del XVIII secolo Ludovico Antonio Muratori contribuì a popolarizzare l'idea del declino italiano nel periodo compreso tra la metà del sedicesimo secolo e la fine del diciassettesimo. Infine nel periodo napoleonico l'idea di declino degli Stati italiani si sarebbe associata alle fasi di dominazioni straniera, in particolare al dominio spagnolo; tale percezione venne amplificata durante il processo di unificazione nazionale. Il discorso dominante in ambito intellettuale, permeato di valori liberali e nazionalistici, percepiva infatti l'impero spagnolo in termini fortemente negativi, ritenendolo responsabile di stagnazione economica e culturale. 

Stemma del Ducato di Milano durante il periodo spagnolo (1580-1700)

Tale idea venne efficacemente rappresentata da Alessandro Manzoni con le sue novelle storiche nonché dal critico letterario Francesco De Sanctis, il quale definì il diciassettesimo secolo il periodo del malgoverno papale-spagnolo, contrapponendo il percepito dinamismo socioeconomico dell'Europa settentrionale al declino italiano cagionato da tale alleanza. 
Nonostante la produzione di contributi storiografici significativi, ma isolati, che hanno proposto una interpretazione più bilanciata del periodo in esame, la percezione del periodo spagnolo in Italia come di un'era nel complesso oscurantista e oppressiva è persistito nella storiografia italiana fino agli anni settanta del XX secolo.
Solamente nella metà degli anni ottanta si sono avuti contributi originali di segno diverso ad opera di Cesare Mozzarelli e di Gianvittorio Signorotto; gli atti di due importanti conferenze svoltesi agli inizi degli anni novanta contribuirono inoltre a dare vita ad un dibattito storiografico sulle dinamiche politiche ed economiche della Lombardia spagnola. In tal senso sono state di grande importanza le possibilità da parte degli storici italiani di confrontarsi con quelli spagnoli, consentendo l'analisi della storia della Lombardia spagnola quale parte del complesso dell'impero. Come affermato da Anthony Pagden nel suo Spanish Imperialism and the Political Imagination del 1990, l'età d'oro spagnola fu in parte il risultato di apporti italiani, con questo includendo sia la Lombardia che le regioni dell'Italia meridionale poste sotto il controllo del viceregno di Napoli. Laddove la storiografia si era esclusivamente concentrata sulle dinamiche conflittuali esistenti tra le élite locali ed il governo centrale, i contributi storiografici più recenti hanno posto l'accento sull'analisi degli interessi comuni e sulle relazioni esistenti tra il centro e la periferia dell'impero. I nuovi studi sulle dinamiche politiche e religiose della Lombardia si sono focalizzati sul sistema di rapporti esistente tra Milano, Madrid e Roma. Infine, l'importanza strategica e militare della Lombardia nel contesto imperiale è stata parimenti oggetto di approfondimento. Sebbene già nel 1972 Geoffrey Parker con lo studio The Army of Flanders and the Spanish Road, 1567–1659 avesse evidenziato la posizione chiave della Lombardia lungo la strada spagnola verso le Fiandre, solamente negli anni novanta tale aspetto è stato analizzato sistematicamente. Nuovi lavori hanno studiato il ruolo delle considerazioni di carattere politico e militare all'interno del governo della Lombardia spagnola.
Se gli aspetti politici e culturali del periodo spagnolo erano stati valutati in passato in maniera fortemente negativa, simili considerazioni erano riscontrabili anche in relazione allo studio della storia economica della Lombarda spagnola. Diversi studi evidenziavano infatti il processo di rifeudalizzazione attuatosi sotto il regime spagnolo e la tendenza dei ceti mercantili a disinvestire dal commercio e dall'artigianato accumulando beni fondiari e acquistando titoli nobiliari, tendenze queste che si riscontravano anche nella Spagna e nell'Italia meridionale nel periodo in esame. A causa di questi fattori e della contestuale ascesa dei Paesi nord europei, l'Italia e le sue città principali avrebbero perso la loro competitività alla fine del XVI secolo. Nel 1952, con uno studio basato principalmente sulla Lombardia spagnola, Carlo Maria Cipolla tentò una descrizione analitica di tale fenomeno.
Tra il XVI e il XVII secolo i beni italiani divennero progressivamente meno competitivi sui mercati internazionali, venendo sostituiti dai prodotti più economici realizzati nei Paesi Bassi, in Inghilterra e in Francia. Secondo Cipolla, le cause di tale processo erano da ricercare nell'alto costo del lavoro e nella mancanza di flessibilità dei metodi di produzione derivanti dalla persistenza di strutture organizzative dominate dalle gilde. Inoltre dinanzi alla competizione delle potenze commerciali affacciate sull'Atlantico il ceto mercantile iniziò ad investire il proprio capitale nell'agricoltura. Infine, le città e le gilde avrebbero ostacolato lo sviluppo di quella proto-industria rurale che sarebbe invece stata uno dei fattori di successo nell'industrializzazione dell'Europa centrale e settentrionale.
A partire dagli anni settanta il lavoro di Cipolla è stato oggetto di revisione da parte di studi più recenti. Nel caso della Lombardia, Aldo De Maddalena e Domenico Sella enfatizzarono gli elementi di continuità e vigore del tessuto economico. Sella, nel suo studio intitolato L'economia lombarda durante la dominazione spagnola (traduzione italiana dell'edizione inglese Crisis and Continuity: The Economy of Spanish Lombardy in the Seventeenth Century) affermò che la crisi del diciassettesimo secolo colpì in misura maggiora maggiore le economie dei centri urbani, mentre l'economia rurale, liberata dal controllo urbano, si rivelò essere resistente ed in grado di assicurare un certo sviluppo a livello regionale. Sella, analogamente ad altri studiosi, delineò due diverse fasi di sviluppo dell'economia lombarda nel periodo in esame: una fase di espansione che beneficiò l'economia regionale nel suo complesso ma in particolare i centri urbani con le sue attività artigianali e proto-industriali, compresa tra la metà del XVI secolo e i primi due decenni del XVII, seguita da un periodo di sostanziale declino iniziato con la generalizzata crisi economica europea del 1619–22 ed acuito dalla peste del 1630–31. Durante la seconda fase le manifatture urbane, vincolate dalle rigidità organizzative delle gilde e gravate dagli elevati costi del lavoro e dall'elevata tassazione, si rivelarono incapaci di fronteggiare la competizione delle nascenti manifatture industriali nord europee. In contrasto a tale immagine, le dinamiche e flessibili manifatture rurali lombarde conseguirono risultati soddisfacenti, ritagliandosi spazi a discapito della competizione urbana.

## Suddivisioni amministrative

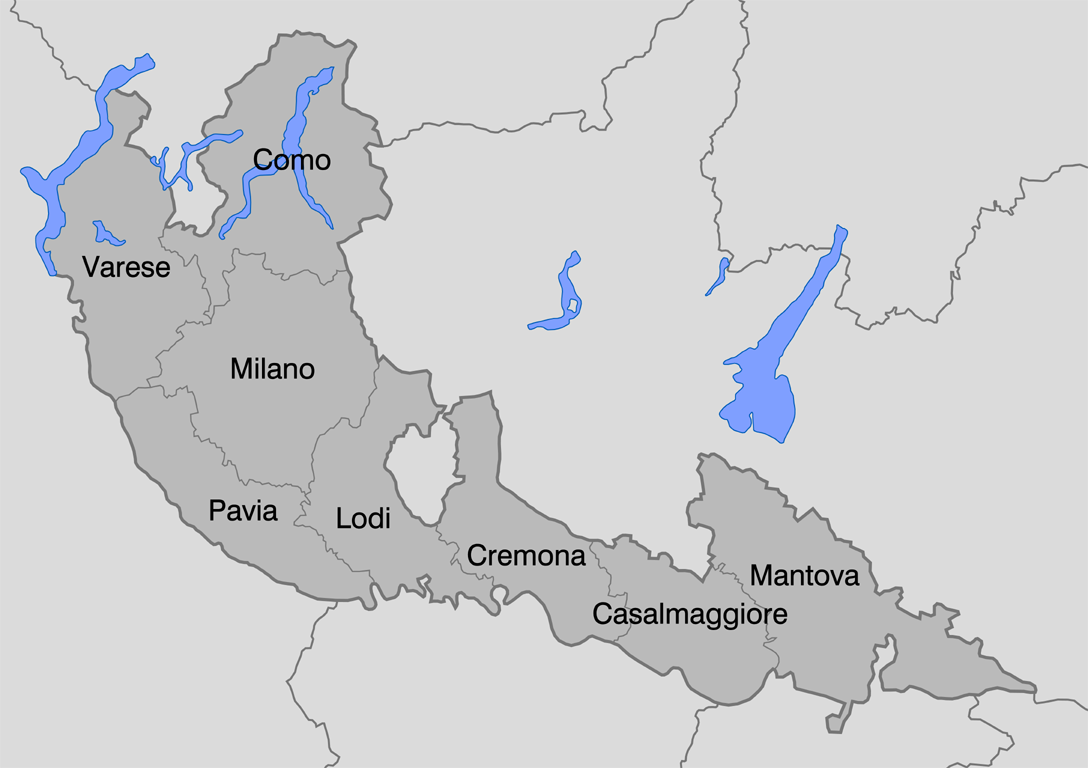
Le Province della Lombardia austriaca nel 1787

Il Ducato di Milano in epoca della dominazione austriaca venne così suddiviso amministrativamente:
1. Stato di Milano composto da:
  - Ducato di Milano: Provincia di Milano e contado, contado della Martesana, Como e contado, Lodi e contado, Lecco e contado, Varese e contado, Monza, Magenta, Casalmaggiore, giurisdizione di Calciana e Valle Intelvi, contado della Val di Seprio
  - Stato di Cremona: Cremona e contado con 16 delegazioni e 4 terre separate
  - Principato di Pavia: Pavia e contado con 14 delegazioni
  - Terre separate: Treviglio, Soncino, Fontanella, Pizzighettone
2. Stato di Mantova composta da:
  - Ducato di Mantova: Mantova, Suzzara, principato di Sabbioneta, principato di Bozzolo, principato di Gonzaga, principato di Castiglione delle Stiviere e Solferino (annesso nel 1773)
3. Feudi autonomi e imperiali: marchesato di Gazoldo e Dosolo (1305-1776); signoria di Soave e di San Martino Gusnago (-1776), baronia di Bettola e Retegno (-1764), signoria della Valsolda (-1783).

Nel 1786 gli Austriaci divisero il territorio in 8 province (Bozzolo, Como, Cremona, Gallarate, Lodi, Mantova, Milano e Pavia). Un anno dopo la provincia di Bozzolo divenne provincia di Casalmaggiore, e la provincia di Gallarate provincia di Varese.